# HMS Swiftsure (08)
HMS Swiftsure (08) là một tàu tuần dương hạng nhẹ lớp Minotaur được chế tạo cho Hải quân Hoàng gia Anh Quốc trong Chiến tranh Thế giới thứ hai. Nó được đặt lườn bởi hãng Vickers Armstrong tại Newcastle-on-Tyne vào ngày 22 tháng 9 năm 1941, được hạ thủy vào ngày 4 tháng 2 năm 1943, được đỡ đầu bởi Lady Wake-Walker, và được đưa ra hoạt động vào ngày 22 tháng 6 năm 1944.
Swiftsure thoạt tiên gia nhập Hạm đội Nhà, rồi được điều về Hạm đội Viễn Đông, nơi vào tháng 11 năm 1944, nó trở thành một đơn vị của Hạm đội Thái Bình Dương vừa mới được thành lập. Tại Mặt trận Thái Bình Dương, nó tham gia Chiến dịch Okinawa từ tháng 3 đến tháng 5 năm 1945, rồi sang tháng 6 tham gia cuộc tấn công bằng tàu sân bay xuống Truk trong thành phần Đội đặc nhiệm 111.2, khi các tàu tuần dương nả pháo xuống các hòn đảo. Ngày 30 tháng 8 năm 1945, đội đặc nhiệm này quay trở lại Hong Kong tiếp nhận sự đầu hàng của lực lượng Nhật Bản tại đây. Vào lúc này Swiftsure là soái hạm của Hải đội Tuần dương Hạm đội Thái Bình Dương, và được Đô đốc Cecil Harcourt chọn để treo cờ hiệu của mình.

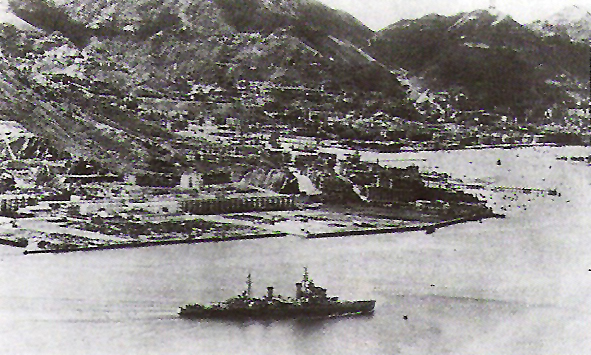
HMS Swiftsure tiến vào Victoria Harbour, Hong Kong, 30 tháng 8 năm 1945.

Vào năm 1946 Swiftsure là soái hạm của Hải đội Tuần dương 4, rồi đến năm 1951, nó trở thành soái hạm của Hải đội Tuần dương 2. Vào năm 1953, nó mắc phải tai nạn va chạm với tàu khu trục HMS Diamond. Nó được sửa chữa rồi quay trở lại hoạt động, và đến năm 1959 bắt đầu một đợt tái trang bị lớn tại xưởng tàu Chatham nhằm nâng nó lên tiêu chuẩn của lớp tàu tuần dương Tiger sau này. Đang trong quá trình nâng cấp, với cầu tàu mới và cột ăn-ten dạng lưới đã được lắp đặt, việc nâng cấp bị hủy bỏ và nó bị đưa vào danh sách thanh lý. Một số báo cáo cho rằng việc nâng cấp quá tốn kém đối với một con tàu đã lạc hậu, trong khi một số khác nêu lý do những hư hỏng gây ra do vụ va chạm trước đó với chiếc HMS Diamond đã không được khảo sát đầy đủ, và chỉ trở nên rõ ràng vào lúc cải biến nâng cấp. Không thể làm gì khác để khắc phục được tình trạng, và công việc bị hủy bỏ ngay lập tức. Con tàu chị em với nó HMS Superb, vốn được đưa về dự bị chờ đợi để được nâng cấp tương tự, cũng bị đưa vào danh sách thanh lý cùng trong thời điểm đó. Swiftsure cuối cùng bị bán, được kéo tới xưởng tàu Inverkeithing của hãng T. W. Ward vào ngày 17 tháng 10 năm 1962 để được tháo dỡ.